# Őrbottyán
Őrbottyán är en ort i Ungern.   Den ligger i provinsen Pest, i den centrala delen av landet, 28 km nordost om huvudstaden Budapest. Őrbottyán ligger 187 meter över havet och antalet invånare är 5 495.
Terrängen runt Őrbottyán är platt. Runt Őrbottyán är det tätbefolkat, med 369 invånare per kvadratkilometer. Närmaste större samhälle är Budapest XV. kerület, 18,5 km sydväst om Őrbottyán. Omgivningarna runt Őrbottyán är en mosaik av jordbruksmark och naturlig växtlighet.